# Farní sbor Českobratrské církve evangelické ve Valašském Meziříčí
Farní sbor Českobratrské církve evangelické ve Valašském Meziříčí je sborem Českobratrské církve evangelické ve Valašském Meziříčí. Sbor spadá pod Východomoravský seniorát
Administrátorem sboru je Pavel Freitinger, kurátorem sboru Martin Fojtů.

## Faráři sboru
- Daniel Ženatý (1980–1986, 1986–1990)
- Jan Krupa (1991–1995, 1996–2008)
- Daniel Heller (2009–2024)